# Ічнянський завод сухого молока та масла
Ічнянський завод сухого молока та масла — підприємство Чернігівщини. Завод побудований і введений в дію в 1965 році, з проектною потужністю 2,5 тонн сухого молока та масла на добу.
ВАТ «Ічнянський завод сухого молоко та масла» створено угодою Регіонального відділення Фонду державного майна України по Чернігівській області та організації орендарів Орендного підприємства «Ічнянський завод сухого молока та масла» згідно з установчим договором від 29 грудня 1993 року та протоколом зборів засновників від 29 грудня 1993 року.
Після здійснення реконструкцій, модернізацій, заміни обладнання та введення нових технологій підприємство спроможне виробити 20 т сухого молока та масла на добу.

### Діяльність
Основним предметом діяльності ВАТ «Ічнянський завод сухого молока та масла» є заготівля та переробка сільськогосподарської молочної продукції. Підприємство також веде всі види торгово-посередницьких операцій як на території України, так і на світовому ринку.
Виробництво основних видів продукції у 2010 році:
- Сухе незбиране молоко — 2783,2 тонн
- Сухе знежирене молоко — 1103,8 тонн
- Масло селянське вагове — 755,2 тонн
- Масло селянське екстра — 406,30 тонн
- Цільномолочна продукція — 2241,30 тонн

За трудові досягнення підприємство отримало:
- у 2000 році — Диплом міжнародного відкритого Рейтингу популярності та якості «Золота фортуна»;
- у 2003 році — «Золоту медаль» у конкурсі «Українське найсмачніше» та Диплом Лауреата всеукраїнського конкурсу «Вища проба»;
- у 2004 році — Диплом лідера харчової та переробної промисловості;
- у 2005 році — Диплом фіналіста за виробництво сухого знежиреного молока у конкурсі «100 найкращих товарів України»;
- у 2006 році — Диплом переможця за виробництво сухого незбираного молока в конкурсі «100 найкращих товарів України».

Виробництво атестоване, впроваджена і діє система управління якості ISO 9001:2000.
Вся продукція підприємства виготовляється із натурального свіжого, екологічно чистого молока без рослинних добавок за сучасною технологією зі збереженням усіх смакових якостей, вітамінного і білкового складу та енергетичної цінності.
З 1990 року сухе молоко постійно експортується в більше 30 країн світу, у країни ближнього та дальнього зарубіжжя.